# 聖悠紀
聖 悠紀（ひじり ゆき、英: Yuki Hijiri、1949年12月21日 - 2022年10月30日）は、日本の男性漫画家。本名は長谷川 清俊（はせがわ きよとし）。『くるくるパッX』など一部の作品ではひじり悠紀や聖 ゆきの表記が使われていた。SF漫画を中心に執筆しており、代表作に『超人ロック』シリーズなど多数。

## 略歴

### 生い立ち
新潟県新発田市出身で、小学生時代は三条市や新潟市など新潟県内を転々としていた。中学3年生で愛知県名古屋市へ転居し、高校進学後に石森章太郎の「マンガ家入門」を読んだことがきっかけとなって、漫画を描くようになる。
高校2年の時、貸本屋で借りた「ボーイズライフ」に掲載されていた作画グループの会員募集を見て会員になり、1967年（昭和42年）にグループの肉筆回覧誌に掲載するため送った作品が、後に代表作となる『超人ロック』の1作目「ニンバスと負の世界」で、これにより一挙に会員の注目を集めた。

### 大学進学後にデビュー
大学に進学すると学業の傍ら漫画にも没頭し、春・夏・冬の休みには当時大阪府にあった作画グループの本部に1週間以上も泊まり込んで漫画漬けの生活を送ったという。当時からグループ代表のばばよしあきの他にみなもと太郎とは深い親交があり、長らくグループ内では「トリオ・ザ・サクガ」の名で呼ばれていた。
1969年に『超人ロック』の第2作である「この宇宙に愛を」、1970年には第3作「ジュナンの子」を完成させたが、「ジュナンの子」は肉筆回覧誌には収録されず、グループが当時貸本漫画向けに刊行を始めた「作画グループシリーズ」第2弾として発刊され、全国規模でファンを獲得することになった。さらに肉筆回覧誌に収録された「この宇宙に愛を」が編集者の目に止まったことがきっかけとなり、1971年に小学館の「別冊少女コミック」から『うちの兄貴』でデビュー。少女漫画家として活動するようになり、1973年には上京。
そのような状況の中『超人ロック』の熱烈なファンの声に押された作画グループ代表のばばよしあきの説得もあって、1974年に第4作「コズミックゲーム」を発表。新たなファンを獲得したものの、活動の場を少女漫画から特撮やアニメのコミカライズなど「テレビ漫画」の分野に移す結果を招いた。当時関わった作品では、アニメのキャラクターデザインも担当した『闘将ダイモス』などが知られている。
1977年に『超人ロック』の特集が「月刊OUT」で組まれ、同誌の別冊「ランデヴー」で「新世界戦隊」が連載された。これは初の『超人ロック』の商業連載で、その後は少年漫画誌などを主な活動の場としている。漫画家となるきっかけになった作画グループではその後も活動を続け、多数の会員が集まって一つの漫画を制作する「合作」にも参加していた（後述）。

### 闘病生活、死去
2017年11月に慢性副鼻腔炎の手術を受け、術後の経過診断のための診察時に倒れて心停止となった。蘇生に成功するが昏睡状態となり、その後12月に心臓の外科手術を受けた。術後2か月入院し、2018年2月初頭の退院直後に「まだ以前のようには動けない」ことと、とリハビリ中であることを自身のTwitterアカウントにて発表した。単行本と画集の発売も遅れたが、画集は同月中に刊行された。また、当時連載中の『超人ロック 鏡の檻』と『超人ロック ガイアの牙』は5か月間休載となった。
2020年6月10日、パーキンソン病で闘病中であることを公表。その後、パーキンソン病により身体機能が低下して、2022年10月30日に肺炎を併発して死去した事が2022年12月16日に公表された。72歳没。
2023年4月、『超人ロック』が日本漫画家協会賞文部科学大臣賞を受賞した。
2024年2月、第44回日本SF大賞功績賞を受賞した。

## 作品リスト
- 超人ロックシリーズ
- アナベル
- 黄金の戦士
- スカイホークダンディ
- くるくるパッX
- スイート・ミカ - 連載時（掲載は1981年）のタイトルは『1991 スイート・ミカ』。舞台は連載時より10年後の近未来の設定。
- フレミング家の悲劇
- ペアペアライサンダー
- ミルザンヌの嵐
- TWD EXPRESS
- スペースマンA（「ファルコン50」原案）
- すすめ!ジェッツ
- スペクトラム学園
- ウォー・プリンセス
- ラスト・ウィザード
- ハムレット（新書館 ペーパームーンコミックス）
- スキール!!

## コミカライズ作品
子供向けテレビ番組を幼年誌へ掲載するために漫画化したもの（内部リンクは大元のテレビ番組に対してなされている）。
- 電人ザボーガー
- 正義のシンボル コンドールマン
- 忍者キャプター（キャラクターデザインも担当）
- 大鉄人17
- 快傑ズバット
- 闘将ダイモス（アニメのキャラクターデザインも担当）
- 魔女っ子メグちゃん
- 宇宙戦艦ヤマト
- ダイヤモンド・アイ

## 作画グループ合作
主に登場キャラクターの一人を作画している。初期には主人公やヒロイン担当も多い。詳細は各記事を参照。
- アキラ・ミオ大漂流 （週刊少年マガジン、講談社）
- 失われた伝説（GROUP）
- ダリウスの風（週刊少女コミック、小学館）
- 1000万人の2人（週刊少年キング、少年画報社）
- 銀河を継ぐ者（週刊少女フレンド、講談社）- KCフレンドではカバーが『SF 銀河を継ぐ者』となっている。
- 怪盗スカイラーク（GROUP、SG企画ほか）- リレー漫画。描き手メンバーの異なるA班とB班が、第1話から分岐して同時並行で結末を目指す実験作。聖はB班の終盤近くを担当。
- 怪盗スカイラーク -華麗な冒険-（SF漫画競作大全集、東京三世社）- 『怪盗スカイラーク』の続編。お風呂屋さんに籠城したB班ではなく、ヘルパーパタパタ登場のA班からの続きになっている。
- ベレヌスのロビン - 炎の伝説 -（少年KING、少年画報社）
- 銀河活動大写真異聞（ウィングス、新書館）- もし『ベレヌスのロビン』が映画内の劇中作であったら、が題材の作品。撮影中に様々な事件が役者を襲う。
- ベレヌスのロビン - 炎の戦士 -（単行本描きおろし、SG企画）

## キャラクターデザイン

### テレビアニメ
- 超電磁マシーン ボルテスV
- 闘将ダイモス
- 未来ロボ ダルタニアス（原案）
- ピンクレディー物語 栄光の天使たち

### 特撮テレビドラマ
- 忍者キャプター

## その他
- テレビアニメ『それでも町は廻っている』 - 第1話提供バックイラスト
- テレビアニメ『僕らはみんな河合荘』 - 第9話エンドカード